# Unione Sportiva Lucchese Libertas 1975-1976
Questa pagina raccoglie le informazioni riguardanti l'Unione Sportiva Lucchese Libertas nelle competizioni ufficiali della stagione 1975-1976.

## Rosa
| N. |                   | Ruolo | Calciatore           |
| -- | ----------------- | ----- | -------------------- |
|    | Italia (bandiera) | C     | Paolo Bassi          |
|    | Italia (bandiera) | C     | Francesco Bertolucci |
|    | Italia (bandiera) | A     | Antonio Bongiorni    |
|    | Italia (bandiera) | A     | Giuliano Boscolo     |
|    | Italia (bandiera) | C     | Luciano Cherubini    |
|    | Italia (bandiera) | D     | Andrea Cisco         |
|    | Italia (bandiera) | D     | Sergio Dariol        |
|    | Italia (bandiera) | P     | Gino Ferioli         |
|    | Italia (bandiera) | D     | Alessandro Gibellini |
|    | Italia (bandiera) | C     | Pierluigi Lambrugo   |

| N. |                   | Ruolo | Calciatore           |
| -- | ----------------- | ----- | -------------------- |
|    | Italia (bandiera) | D     | Diego Malisan        |
|    | Italia (bandiera) | D     | Lucio Nobile         |
|    | Italia (bandiera) | C     | Sergio Nocera        |
|    | Italia (bandiera) | P     | Massimo Pierotti     |
|    | Italia (bandiera) | A     | Marco Piga           |
|    | Italia (bandiera) | A     | Mario Piga           |
|    | Italia (bandiera) | D     | Paolino Stanzial     |
|    | Italia (bandiera) | P     | Emmerich Tarabocchia |
|    | Italia (bandiera) | C     | Luciano Vescovi      |
|    | Italia (bandiera) | C     | Carlo Volpi          |